# 田川智彦
田川 智彦（たがわ ともひこ、1954年 - ） は、日本の化学工学者。名古屋大学名誉教授。豊田工業高等専門学校名誉教授。豊田高専第10代校長。元新エネルギー・産業技術総合開発機構技術委員長。 反応分離やマイクロリアクタ・触媒設計・エネルギー関連反応システムなど多分野を研究した。

## 人物・経歴
三重県生まれ。 名古屋大学の工学部の先生をしていた叔父をきっかけに、研究者の道を選ぶ。 電子工学を専門として、 アメリカとドイツに長期滞在して実績を積み重ねる姿に憧れる。 三重県立伊勢高等学校卒業後の1972年、名古屋大学工学部応用化学科入学。  当初は有機化学を志し、卒業研究と修士論文は金属錯体を用いた有機反応に関するものであった。 当時はバイオ化学研究の黎明期で、こうした分野に興味があった。指導教授の定年のため、博士後期から進路を変更。 合成化学科の工業触媒講座に移り、固体触媒の研究をした。カナダの先生から日本人の研究員を採用したいと指導教授に申し入れがあり、名古屋大学工学研究科博士課程後期課程修了後、カナダ国立研究所研究員に赴任。東京工業大学工業材料研究所助手を経て、1988年名古屋大学工学部化学工学科講師。2004年名古屋大学大学院工学研究科教授。2006年化学工学会反応工学部会長。2014年新エネルギー・産業技術総合開発機構（NEDO）技術委員会委員長。同年反応工学国際会議日本代表委員。2015年名古屋大学大学院工学研究科副研究科長。2017年豊田工業高等専門学校校長、化学工学会理事・東海支部長、とよたイノベーションセンター長。2018年石油学会監事 。2024年現在、 愛知工業大学総合技術研究所客員教授である。校長時代は、学内誌に独居する母親のために作った介護用レシピを「校長めし」として掲載し、食育に取り組んだ。また、危機管理室長として新型コロナウイルス感染症対策にも取り組んだ。